# جواو ديوغو
جواو ديوغو (بالبرتغالية: João Diogo Gomes Freitas‏) هو لاعب كرة قدم برتغالي، ولد في 28 فبراير 1988 في فونشال في البرتغال. شارك مع منتخب البرتغال تحت 20 سنة لكرة القدم ومنتخب البرتغال تحت 21 سنة لكرة القدم. أما مع النوادي، فقد لعب مع نادي بيلينينسش ونادي سبارتاك ترنافا ونادي ماريتيمو.

## وصلات خارجية
- جواو ديوغو على موقع الاتحاد الأوربي (الإنجليزية)
- جواو ديوغو على موقع قاعدة بيانات كرة القدم.إي يو (الإنجليزية)
- جواو ديوغو على موقع Soccerway.com (الإنجليزية)
- جواو ديوغو على موقع AS.com (الإسبانية)